# Ben Collins
Ben Collins (Bristol, 13 febbraio 1975) è un personaggio televisivo e pilota automobilistico inglese.
Ha partecipato alla serie Top Gear, in onda sulla BBC, interpretando The Stig, e, sempre come pilota, allo spettacolo televisivo Vroom Vroom in onda su Nuvolari.